# 肝炎病毒科
肝炎病毒科(学名：Hepeviridae)是阿爾法超群病毒綱下面的一個科，目前有2个属。致人类疾病的只有原戊型肝炎病毒属的戊型肝炎病毒1种。

## 下级分类
本科包括以下属：
- 肝炎病毒屬 Hepevirus ，Hepatitis E-like virusesE型肝炎样病毒群，代表種：E型肝炎病毒(Hepatitis E virus, HEV)
- Orthohepevirus
- Piscihepevirus